# Capra aegagrus aegagrus
Sous-espèce
Statut de conservation UICN

 VU A2cde : Vulnérable
La chèvre sauvage (Capra aegagrus aegagrus) est une espèce de mammifères ruminants de la famille des Bovidés, c'est la sous-espèce type de l'espèce Capra aegagrus, qui comprend également les chèvres domestiques, Capra aegagrus hircus dont elles sont les ancêtres.

## Liste des sous-espèces
Les sous-espèces suivantes lui sont rattachées
- Capra aegagrus creticus Schinz, 1838 — Chèvre sauvage crétoise
- Capra aegagrus hircus Linnaeus, 1758 — Chèvre domestique
- Capra aegagrus blythi (en) — Bouquetin du Sind